# Hammond
Hammond er et efternavn, der henviser til blandt andre:
- Albert Hammond
- Aleqa Hammond
- Edvard Hammond
- Eiler Hammond
- Frederik Hammond
- Hans Hammond
- Leslie Hammond
- N.G.L. Hammond
- Richard Hammond
- Roger Hammond